# Gżira United FC
Gżira United Football Club (obecně známý jako Gżira United) je maltský fotbalový klub sídlící v Gżiře. Soutěží v Maltese Premier League, nejvyšší úrovni maltského fotbalu.

## Trofeje
- Maltský Pohár (1×)[1]
  - 1972/73